# Stourbridge F.C.
Câu lạc bộ bóng đá Stourbridge (biệt danh "The Glassboys" do sự liên kết truyền thống của thị trấn với ngành công nghiệp kính cắt) là một câu lạc bộ bóng đá Anh đến từ thị trấn Stourbridge, West Midlands.  Câu lạc bộ hiện tại thi đấu ở Southern League Premier Division Central.

## Lịch sử

### Những năm đầu
Câu lạc bộ được thành lập vào năm 1876 và ban đầu được gọi là Stourbridge Standard.  Vào cuối những năm 1880, người ta biết rằng đội đã đổi tên thành Stourbridge và thi đấu ở Birmingham và District League, nơi đạt được thành công hợp lý mà không thực sự giành được chức vô địch, mặc dù giành được Worcestershire Senior Cup ba lần.
Mùa giải 1923-24 là một trong những mùa giải hay nhất trong lịch sử câu lạc bộ, khi giành chức vô địch Birmingham League championship và cũng giành được Worcestershire Senior Cup một lần nữa.
Sau Thế chiến thứ II, The Glassboysđã trải qua giai đoạn thành công lớn nhất của đội ở bóng đá non-league, khi giành chức vô địch Birmingham Combination Championship vào năm 1952 và cũng giành được Birmingham, Worcestershire và Herefordshire Senior Cup.  Câu lạc bộ trở lại Birmingham League vào năm 1954 sau sự giải tán của Birmingham Combination và là á quân trong các mùa giải 1955-56. Birmingham Senior Cup đã giành được lần thứ hai vào mùa giải 1958-59 và mùa giải 1967-68 chứng kiến câu lạc bộ đạt được "cú đúp" của riêng mình khi nâng cả Worcestershire và Birmingham Senior Cup.

### Vào Southern League
Năm 1971, câu lạc bộ được bầu vào giải Southern League mở rộng và đạt được thành công gần như ngay lập tức dưới sự dẫn dắt của huấn luyện viên Alan Grundy trong mùa giải 1973-74, với chức vô địch Division 1 (miền Bắc) và Merit Cup (dành cho những cầu thủ ghi nhiều bàn thắng nhất của giải đấu) thuộc về Amblecote. Cặp tiền đạo Ray Haywood và Chic Bates mỗi người ghi được 50 bàn thắng trong mùa giải đó và được chuyển đến Shrewsbury Town, nơi Bates đã có 13 năm vừa là cầu thủ vừa là huấn luyện viên. Một điểm nổi bật khác trong mùa giải 1973-74 là một trận đấu tuyệt vời ở Cúp quốc gia Wales, trong đó đội đã loại cả Swansea City và Wrexham trên sân của các đội đó và sau đó đối mặt với Cardiff City trong trận chung kết hai lượt.  Một lượng khán giả kỷ lục lên tới 5.726 người đã chứng kiến Glassboys thua 1-0 ở trận lượt đi trên sân nhà và họ cũng thua 1-0 tại Ninian Park.
Stourbridge đã trải qua mười mùa giải ở Premier Division của Southern League từ năm 1974 đến năm 1984, hai trung vệ cũng bị bán vào những năm 70, Steve Cooper cho Torquay United và Tony Cunningham cho Lincoln City. Kết thúc thường xuyên trong top sáu và dưới sự quản lý của Tony Freely, họ đã giành được Worcestershire Senior Cup lần thứ 9 với chiến thắng trước đối thủ gần gũi Kidderminster Harriers vào năm 1981 với Brendan Drummond sinh tại Stourbridge, ghi bàn thắng quyết định trong trận lượt về trên sân khách. Harrier để giành chiến thắng chung cuộc 2-1. Stourbridge là một trong những câu lạc bộ bán chuyên nghiệp người Anh đầu tiên đi du đấu ở Đông Nam Hoa Kỳ vào đầu những năm 1980.
Phong độ của Midland Division sau đó cũng rất tầm thường, mặc dù có 3 kỳ Cúp FA tốt, và kết quả thảm hại vào năm 1987-88 dẫn đến câu lạc bộ xuống hạng, tuy nhiên vận may đã nghiêng về phía câu lạc bộ và đội đã được bầu lại vào League vào cuối mùa.  Stourbridge sau đó tiếp tục phát huy sức mạnh, đỉnh cao là giành chức vô địch Midland Division vào năm 1991, mặc dù các quan chức của Southern League đã từ chối thăng hạng do câu lạc bộ cricket địa phương sử dụng chung sân.
Tháng 10 năm 1997 chứng kiến một Chủ tịch mới của câu lạc bộ và sự nhiệt tình ban đầu của ông trong việc tân trang câu lạc bộ xã hội tiếp tục với nhiều bản hợp đồng cho mùa giải 1998-99 dưới sự dẫn dắt của người quản lý mới, Steve Daniels. The Glassboys đã dành phần lớn thời gian đầu của mùa giải để lọt vào top 3 trong khi cũng lọt vào vòng loại thứ 4 Cúp FA lần đầu tiên sau 15 năm, nhưng thành công rất ngắn ngủi khi ngân sách bị cắt giảm khiến nhiều cầu thủ kinh nghiệm hơn tiếp tục. Vào năm 2000, một chủ sở hữu mới đã đến câu lạc bộ và nhanh chóng bổ nhiệm Mark Serrell làm chủ tịch, cùng với huấn luyện viên Đủ tiêu chuẩn FA và cựu cầu thủ của Birmingham City Mark Harrison làm huấn luyện viên. Mặc dù có rất nhiều cầu thủ mới, nhưng kết quả kém cỏi liên tục đã khiến cho quãng thời gian 29 năm của Stourbridge ở Southern League kết thúc bằng thất bại trong trận đấu cuối cùng của mùa giải trước Hinckley United vào tháng 5 năm 2000.

### Tập hợp lại ở Midland Alliance

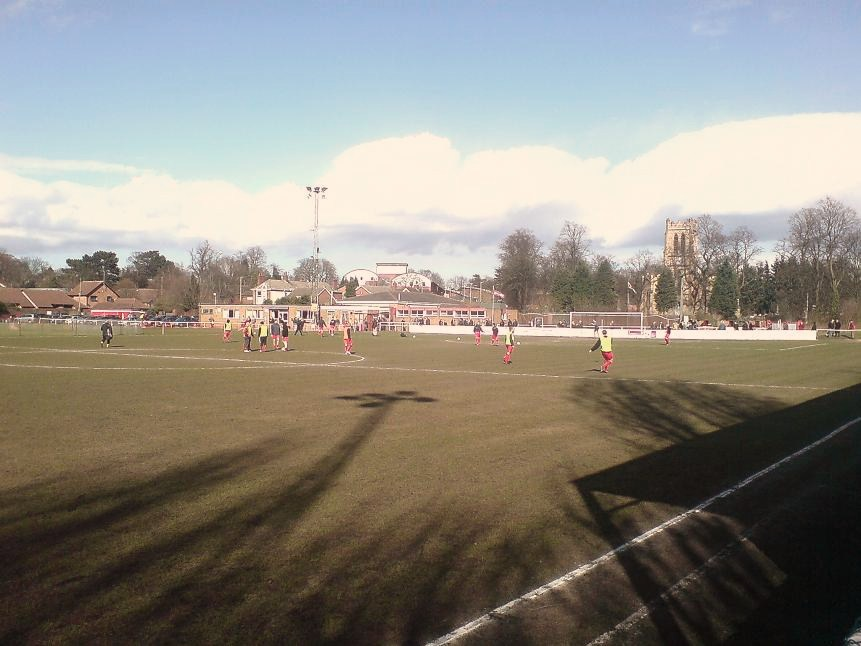
Nhà câu lạc bộ cuối sân vận động

Câu lạc bộ đã bắt đầu tại Midland Football Alliance bằng cách kết thúc ở vị trí thứ năm và giành Cúp Liên đoàn khi đánh bại Bridgnorth Town sau loạt sút luân lưu đầy kịch tính sau khi trận chung kết kết thúc với tỷ số hòa 1-1. Mùa giải 2001-02 bắt đầu tốt đẹp với việc nâng Cúp Joe McGorian sau chiến thắng 2-1 trước nhà vô địch giải đấu Stourport Swifts, tuy nhiên vào tháng 11 năm 2001, câu lạc bộ chia tay Mark Harrison, với việc cựu huấn luyện viên Bilston Town là Joe Jackson tiếp quản huấn luyện viên.  Vào ngày thứ Bảy cuối cùng của mùa giải, The Glassboys đã đăng quang ngôi vô địch một cách đầy kịch tính khi bàn thắng ở phút bù giờ cuối cùng của Brian Gray đã giành được điểm cần thiết tại Stafford Town để đưa Bromsgrove Rovers đến với chức vô địch.  Mặc dù Serrell rời câu lạc bộ vào tháng 1 năm sau, để được kế nhiệm làm chủ tịch bởi Stephen Hyde, Jackson một lần nữa dẫn dắt câu lạc bộ đến chức vô địch Midland Football Alliance vào năm 2002-03, mặc dù sự thăng hạng đã bị từ chối do các quy định về chấm điểm tại thời điểm đó.
Jackson đã từ chối cố gắng lập hat trick danh hiệu trong mùa giải 2003-04 và được thay thế bằng bộ đôi nổi tiếng trong nước, Jon Ford và Gary Hackett, những người đã có hai mùa giải thành công tại Bromsgrove Rovers. Với việc nhiều cầu thủ ra đi, đội ngũ quản lý mới đã phải xây dựng lại đội bóng từ đầu, nhưng nửa cuối mùa giải đáng khích lệ đã chứng kiến The Glassboys cán đích ở vị trí thứ 9 đáng tin cậy. Mùa giải tiếp theo chứng kiến một chuỗi trận đáng nhớ ở FA Vase, đỉnh điểm là thất bại ở tứ kết trước A.F.C. Sudbury trong trận tứ kết trước khi chịu thất bại 4-1 sau hiệp phụ. Vào tháng 5 năm 2005, Hackett đảm nhiệm vai trò duy nhất của nhóm sau khi Ford quyết định từ chức vì lý do công việc và gia đình.  Với khả năng tái tổ chức của hệ thống non-league ở Bậc 4, câu lạc bộ tìm cách thúc đẩy mạnh mẽ để thăng hạng, tuy nhiên, một khởi đầu hỗn hợp cho chiến dịch khiến Stourbridge phải nằm giữa bảng vào tháng 12. Sau khởi đầu tệ hại, chuỗi 14 trận bất bại ở giải VĐQG là đủ để giành lấy vị trí á quân và cùng với đó là suất trở lại Southern League. Những chiến thắng trước Burton Albion và Moor Green cũng chứng kiến đội lọt vào Chung kết Birmingham Senior Cup lần đầu tiên sau 30 năm, mặc dù họ chỉ chịu thất bại 0-1 trước Willenhall Town.

### Trở lại Southern League
Mùa giải đầu tiên của Stourbridge trở lại giải Southern League Midlands Division năm 2006-07, họ cán đích ở vị trí thứ bảy. Đội cũng đã lọt vào trận chung kết Worcestershire Senior Cup, nhưng sau trận hòa không bàn thắng tại Amblecote trong trận chung kết lượt đi với Evesham United, đội đã bị đánh bại 2-1 sau hiệp phụ ở lượt về để lại một lần nữa bị loại.
Mùa giải 2007-08 chứng kiến Stourbridge cán đích ở vị trí thứ ba tại Midlands Division để tham dự vòng play-off. Chiến thắng sít sao 1-0 trên sân nhà trước Sutton Coldfield Town đã đưa Stourbridge vào chung kết trên sân khách ở vị trí thứ hai là Leamington và trước lượng khán giả 1.634 người, bàn thắng của Leon Broadhurst bốn phút cuối hiệp phụ đã ấn định tỷ số 2- 1 chiến thắng giúp Stourbridge có lần thăng hạng thứ hai trong ba mùa giải và trở lại Premier Division của Southern League sau 24 năm.
Sau một khởi đầu khó khăn ở Premier Division, nơi chứng kiến Stourbridge nằm bẹp dí dưới chân bàn, cuối cùng họ đã thích nghi với cuộc sống ở cấp độ cao hơn và giành được một mùa giải nữa ở Premier Division với vị trí thứ 16 chung cuộc. Stourbridge cũng đã lọt vào trận chung kết cúp cao cấp thứ ba của họ trong bốn mùa giải tại Birmingham Senior Cup, bao gồm chiến thắng 4-3 trên sân nhà sau hiệp phụ trước Wolverhampton Wanderers và chiến thắng ở bán kết trên chấm luân lưu trước Tamworth sau 120 phút không bàn thắng. Tuy nhiên, Stourbridge lại một lần nữa đau tim trong trận chung kết khi Hednesford Town đánh bại The Glassboys với tỷ số 2-0 trên Sân vận động Pirelli của Burton Albion.
Trong mùa giải 2009-10, Stourbridge đã lọt vào vòng Một Cúp FA lần đầu tiên trong lịch sử 133 năm của họ và được bốc thăm thi đấu sân nhà trước Walsall. Trận đấu kết thúc với thất bại 0-1 cho Stourbridge trước 2.014 người hâm mộ (cổng lớn nhất ở Amblecote trong 35 năm).
Trong mùa giải 2010-11, Hackett đã dẫn dắt câu lạc bộ đến vị trí thứ tám trong giải đấu sau một mùa giải vững chắc, và cũng là trận chung kết của Worcestershire Senior Cup, nơi đội đánh bại Worcester City 2-0 tại Sân vận động Aggborough. Trong mùa giải 2011-12, câu lạc bộ đã vượt qua bốn vòng loại để một lần nữa lọt vào vòng Một của Cúp FA. Đội được bốc thăm thi đấu sân khách trước đội bóng League Two Plymouth Argyle và có trận hòa 3-3 tại Home Park để kiếm cho một suất đá lại và một suất trong bốc thăm vòng Hai. Trận đá lại tại War Memorial Ground đã được ESPN chọn để tường thuật trực tiếp, thu về cho câu lạc bộ hơn 33.000 bảng. Hai khán đài tạm thời đã được dựng lên và số khán giả đông nhất trong 37 năm là 2.519 người đã tham dự trận đấu chứng kiến Stourbridge giành chiến thắng 2-0 nhờ các bàn thắng của Paul McCone và Sean Evans. Chiến thắng có nghĩa là đây là lần đầu tiên câu lạc bộ lọt vào Vòng Hai của cuộc thi, và câu lạc bộ đã có một trận hòa trên sân nhà trước câu lạc bộ Stevenage thuộc League One. Trận đấu kết thúc với tỷ số 3-0 nghiêng về Stevenage, trước 3.067 người sau khi dựng thêm khán đài thứ ba tạm thời.
Trong mùa giải 2012-13, Stourbridge đã có phong độ xuất sắc trong suốt mùa giải và xếp thứ 2 sau nhà vô địch Leamington F.C., nhưng đã có một phen đau lòng trong trận bán kết playoff khi họ thua Gosport Borough 2-1 trên sân nhà.
Ở mùa giải 2013-14, Stourbridge đánh bại Biggleswade Town ở vòng Một Cúp FA. Họ là đội có thứ hạng thấp nhất trong Vòng Hai, nơi họ lại bị loại bởi Stevenage. Đội đã tạo ra một màn trình diễn mạnh mẽ trong giải đấu, và mặc dù không đạt được đỉnh cao của mùa giải trước, nhưng vị trí thứ 5 đã đạt được và Stourbridge một lần nữa có một suất thăng hạng ở vòng loại trực tiếp cuối mùa. Lần này, Chesham United đã đánh bại The Glassboys 2-1 trong trận bán kết để một lần nữa nuôi hy vọng thăng hạng.
Trong mùa giải gần kề, Stourbridge được chuyển đến thi đấu tại Northern Premier League từ mùa giải 2014-15.

### Vào Northern Premier League
Phải mất thời gian để Stourbridge có được phong độ ổn định từ Southern League sang Northern Premier Division, đứng thứ 16 trong mùa giải 2014-15, bị loại ngay từ vòng đầu của Cúp FA & FA Trophy.
Trong mùa giải 2015-16, Stourbridge một lần nữa vượt qua bốn vòng loại, để lọt vào vòng Một của Cúp FA lần thứ tư trong bảy mùa giải. Trên đường đi, đội đánh bại đối thủ Kidderminster Harriers với tỷ số 3-0 trên sân nhà ở vòng loại thứ tư. Ở vòng Một Cúp FA, đội được bốc thăm thi đấu sân khách trước Dover Athletic, trận đấu kết thúc với tỷ số 2-1 nghiêng về Glassboys. Lễ bốc thăm ở Vòng Hai giúp đội có trận đấu trên sân nhà trước Eastleigh, và Stourbridge thua 2-0. Stourbridge cũng lọt vào vòng Ba FA Trophy chỉ mới lần thứ 3 trong lịch sử và lần đầu tiên kể từ mùa giải 1972-73, bị hạ gục bởi đối thủ cùng hạng Nantwich Town, với bàn thắng muộn của Steve Jones. Trong khi đó, trên bảng xếp hạng, The Glassboys cán đích ở vị trí thứ 6, chỉ cách vị trí đá playoff đúng 1 bậc.
Vào mùa giải 2016-17, sau khi đánh bại Whitehawk ở trận đá lại vòng Một Cúp FA với tỉ số 3-0, Luke Benbow và Chris Lait đã đưa câu lạc bộ vào Vòng Hai của Cúp FA. Stourbridge đã đánh bại đội bóng nằm giữa bảng xếp hạng League One Northampton Town để lần đầu tiên lọt vào vòng Ba trong lịch sử câu lạc bộ nhờ bàn thắng muộn của Jack Duggan. Kết quả bốc thăm vòng ba là Wycombe Wanderers thi đấu trên sân nhà trước Stourbridge. Dan Scarr từ chối bàn thắng mở tỉ số của Wycombe ở phút 70. Stourbridge tập trung động lực với cú sút lặp lại của Tom Tonks chạm xà ngang, tuy nhiên Adebayo Akinfenwa của Wycombe đã giúp đội bóng League Two có bàn thắng muộn. Vào ngày 29 tháng 4, đội đã lọt vào trận chung kết playoff nhưng cuối cùng để thua Spennymoor Town với tỉ số 1-0. Stourbridgeđạt tỷ lệ khán giả sân nhà trung bình cao nhất trong mùa giải là 839.
Vào tháng 5 năm 2019, Hackett tuyên bố từ chức sau 16 năm cầm quân sau thất bại của câu lạc bộ trước Alvechurch trong trận bán kết play off. Ông được thành công bởi người quản lý Alvechurch Ian Long, người được bổ nhiệm được công bố vài tuần sau đó. Một số cầu thủ đã theo Long đến War Memorial Ground, trong khi những cầu thủ phục vụ lâu dài như Paul McCone và người giữ kỷ lục về số lần ra sân Leon Broadhurst đã chuyển đến như một phần của sự thay đổi lớn của đội hình.

## Danh hiệu
- Midland Alliance Vô địch 2001-02, 2002-03

Á quân 2005-06
- Midland Alliance Davis League Cup Vô địch 2000-01
- Midland Alliance Joe McGorian Cup Vô địch 2001, 2002
- Barclays Comm Services Cup Vô địch 1992-93
- Southern League Midland Division Vô địch 1990-91
- Southern League Division One North Vô địch 1973-74
- Southern League Merit Cup Vô địch 1973-74
- Chung kết Cúp bóng đá Wales 1973-74
- Birmingham League Vô địch 1923-24

Á quân 1901-02, 1937-38, 1955-56
- Birmingham Combination Vô địch 1951-52
- West Midlands League Á quân 1962-63
- Birmingham Senior Cup Vô địch 1949-50, 1958-59, 1967-68, 2017-18

Chung kết 1910-11, 1945-46, 1975-76, 2008-09
- Worcestershire Senior Cup Vô địch 1904-05, 1905-06, 1919-20, 1921-22, 1923-24, 1927-28, 1949-50, 1967-68, 1980-81, 2010-11, 2011-12, 2012-13

Chung kết 1903-04, 1909-10, 1910-11, 1913-14, 1920-21, 1924-25, 1925-26, 1936-37, 1948-49, 1955-56, 1978-79, 1995-96, 2006-07
- Herefordshire Senior Cup Vô địch 1954-55
- Campkin Cup finalists 1969-70
- Campkin President Cup Vô địch 1970-71
- Albion Shield Vô địch 1943-44
- Kidderminster Cup Vô địch 1887-88
- Keyes Cup Vô địch 1937-38, 1962-63
- Dudley Guest Hospital Cup Vô địch 1891-92
- Worcester Charity Cup Vô địch 1887-88
- Worcestershire Combination Á quân 1927-28
- West Midlands League Div.2 Á quân 1980-81
- Worcester Junior Cup finalists 1927-28
- Tillotson Cup Finalists 1939-40
- Brierley Hill League Div.1 Á quân 1944-45
- Brierley Hill League Cup finalists 1944-45
- Brierley Hill Youth League Coronation Cup Vô địch 1956-57
- Midland Floodlit Youth League League Cup Vô địch 2004-05

Á quân 1999-2000
- Thành tích tốt nhất tại Cúp FA: Vòng Ba 2016-17
- Thành tích tốt nhất tại FA Trophy: Tứ kết 1970-71
- Thành tích tốt nhất tại FA Vase: Tứ kết 2004-05

## Cầu thủ

### Đội hình hiện tại
Tính đến 24 tháng 8 năm 2020 
Ghi chú: Quốc kỳ chỉ đội tuyển quốc gia được xác định rõ trong điều lệ tư cách FIFA. Các cầu thủ có thể giữ hơn một quốc tịch ngoài FIFA.
| Số | VT  | Quốc gia       | Cầu thủ |
| -- | --- | -------------- | ------- |
| TM | Anh | Charlie Price  |         |
| HV | Anh | Jordaan Brown  |         |
| HV | Anh | Kristian Green |         |
| HV | Anh | Kieran Morris  |         |
| HV | Anh | Ben O'Hanlon   |         |
| HV | Anh | Martin Riley   |         |
| TV | Anh | Brad Birch     |         |
| TV | Anh | Darragh Bustin |         |

| Số | VT    | Quốc gia        | Cầu thủ |
| -- | ----- | --------------- | ------- |
| TV | Anh   | Ellis Deeney    |         |
| TV | Anh   | Alex Fletcher   |         |
| TV | Anh   | Greg Mills      |         |
| TV | Anh   | Alex Nicholls   |         |
| TĐ | Anh   | Darryl Knights  |         |
| TĐ | Anh   | Andre Landell   |         |
| TĐ | Wales | Richard Peniket |         |

Southern Football League không sử dụng hệ thống đánh số đội.

### Học viện
Ghi chú: Quốc kỳ chỉ đội tuyển quốc gia được xác định rõ trong điều lệ tư cách FIFA. Các cầu thủ có thể giữ hơn một quốc tịch ngoài FIFA.
| Số | VT  | Quốc gia         | Cầu thủ |
| -- | --- | ---------------- | ------- |
| TM | Anh | Joe Collingridge |         |
| TM | Anh | Peter Hawk       |         |
| HV | Anh | Will Bishop      |         |
| HV | Anh | Alex Clarke      |         |
| HV | Anh | Dan Hadley       |         |
| HV | Anh | Tom Hunt         |         |
| HV | Anh | Charlie Morris   |         |
| HV | Anh | Jordan Rossiter  |         |
| HV | Anh | James Timmins    |         |

| Số | VT  | Quốc gia       | Cầu thủ |
| -- | --- | -------------- | ------- |
| HV | Anh | Jayden Wyman   |         |
| TV | Anh | Dan Harvey     |         |
| TV | Anh | Tom Trevis     |         |
| TV | Anh | James Welch    |         |
| TĐ | Anh | Jake Brigdale  |         |
| TĐ | Anh | James Fletcher |         |
| TĐ | Anh | Ewan Hunter    |         |
| TĐ | Anh | Callum Swain   |         |

## Cầu thủ xuất sắc nhất năm bình chọn bởi Người hâm mộ
Tên cầu thủ được in đậm thể hiện những cầu thủ vẫn thuộc biên chế thi đấu của câu lạc bộ..
| Mùa giải | Cấp độ | Tên             | Vị trí   | Quốc tịch | Tham khảo |
| -------- | ------ | --------------- | -------- | --------- | --------- |
| 2011-12  | 7      | Sam Rock        | Tiền vệ  | Anh       | [ 23 ]    |
| 2012-13  | 7      | Ben Billingham  | Tiền vệ  | Anh       | [ 24 ]    |
| 2013-14  | 7      | Sean Geddes     | Tiền vệ  | Anh       | [ 25 ]    |
| 2014-15  | 7      | Chris Knight    | Hậu vệ   | Anh       | [ 26 ]    |
| 2015-16  | 7      | Brian Smikle    | Hậu vệ   | Anh       | [ 27 ]    |
| 2016-17  | 7      | Luke Benbow     | Tiền đạo | Anh       | [ 28 ]    |
| 2017-18  | 7      | Leon Broadhurst | Tiền vệ  | Anh       | [ 29 ]    |
| 2018-19  | 7      | Aaron Forde     | Tiền vệ  | Anh       | [ 30 ]    |

## Nhân viên câu lạc bộ
Tính đến 24 tháng 2 năm 2020.
- Huấn luyện viên: Mark Yates
- Trợ lý huấn luyện viên: Neil Howarth
- Huấn luyện viên thủ môn: Trống